# Aaron Wan-Bissaka
Aaron Wan-Bissaka (Croydon - 26 de Novembro de 1997) é um futebolista profissional inglês naturalizado congolês que atua como lateral-direito. Atualmente joga no West Ham e na Seleção de Futebol da República Democrática do Congo.

## Carreira no Clube

### Crystal Palace

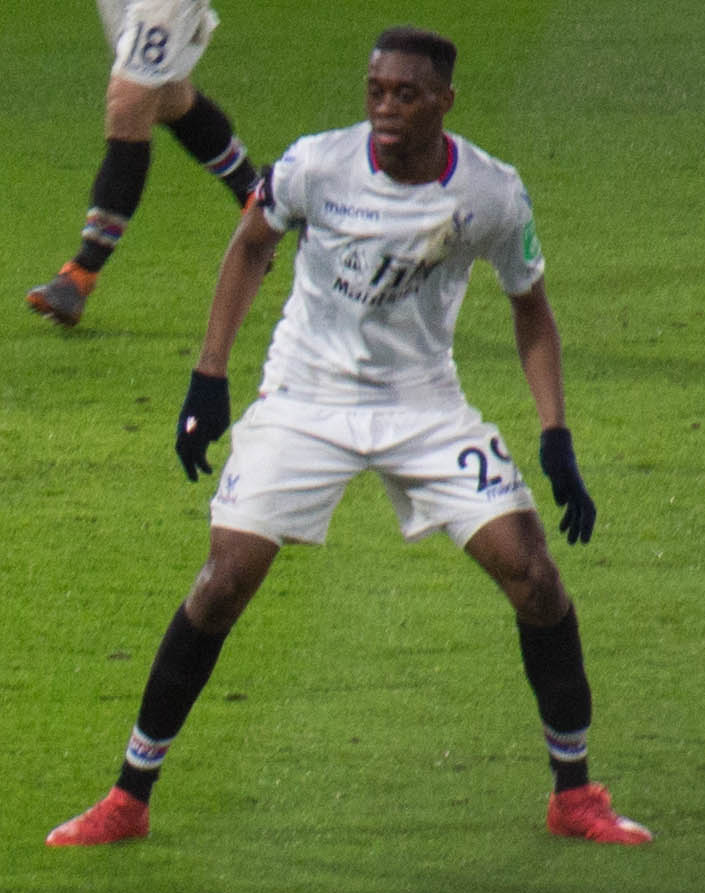
Wan-Bissaka jogando pelo Crystal Palace em 2018

Wan-Bissaka foi membro da academia do Crystal Palace desde os 11 anos, onde começou como ponta. Ele assinou um contrato profissional com o clube em dezembro de 2016.
Na pré-temporada de 2017, Wan-Bissaka começou a jogar com a equipe principal do Palace sob o comando do novo treinador Frank de Boer, atuando em vários amistosos. O holandês adotou uma formação com alas, e esse novo papel enfatizou as habilidades defensivas de Wan-Bissaka, eventualmente levando-o a mudar de ponta para lateral direito. No entanto, suas chances foram limitadas na primeira metade da temporada, já que De Boer mostrou preferência em escalar Timothy Fosu-Mensah ou Martin Kelly na lateral direita, e o novo treinador Roy Hodgson favorecia Joel Ward. Ele foi reserva não utilizado algumas vezes sob o novo treinador, enquanto também se destacava pela equipe sub-23 dos Eagles.
Em 25 de fevereiro de 2018, Wan-Bissaka fez sua estreia na equipe principal do Crystal Palace, no meio de uma crise de lesões, em uma partida da Premier League contra o Tottenham Hotspur no Selhurst Park, resultando em uma derrota por 1 a 0. Ele jogou todos os minutos, exceto dois, dos quatro jogos do Palace em março e ganhou o prêmio de Jogador do Mês do clube com 65% dos votos dos torcedores.
Em 20 de agosto de 2018, Wan-Bissaka foi expulso em uma derrota por 2 a 0 para o Liverpool, por impedir Mohamed Salah de uma oportunidade clara de gol. Ele foi nomeado Jogador do Mês do clube em agosto, setembro, outubro e março. Em 30 de abril de 2019, Wan-Bissaka foi nomeado o Jogador do Ano do Crystal Palace por suas atuações ao longo da temporada.

### Manchester United
Em 29 de junho de 2019, Wan-Bissaka assinou um contrato de cinco anos com o clube da Premier League, o Manchester United. O Crystal Palace receberia uma taxa inicial de £45 milhões, com mais £5 milhões devidos em bônus potenciais. Ao assinar com o Manchester United, Wan-Bissaka se tornou o sexto defensor mais caro de todos os tempos e o jogador inglês mais caro que não havia sido convocado pela seleção nacional no momento da transferência.
Em 11 de agosto de 2019, ele fez sua estreia pelo Manchester United, jogando os 90 minutos completos em uma vitória por 4 a 0 sobre o Chelsea. No final de sua primeira temporada no Manchester United, ele fez o maior número de tackles na temporada da Premier League 2019–20. Em 17 de outubro de 2020, quando o United venceu por 4 a 1 o Newcastle United, ele marcou o primeiro gol de sua carreira profissional. Em 2 de fevereiro de 2021, Wan-Bissaka marcou o gol de abertura na vitória recorde de 9–0 sobre o Southampton na Premier League.
Wan-Bissaka perdeu uma parte significativa da primeira metade da temporada 2022–23 devido a doenças ou lesões, com Diogo Dalot começando como lateral-direito na maioria dos jogos do United. Wan-Bissaka voltou ao campo após a pausa da Copa do Mundo em uma forma impressionante, com o técnico Erik ten Hag elogiando suas melhorias.

### West Ham
Em 13 de agosto de 2024, o West Ham anunciou a assinatura de Wan-Bissaka em um contrato de sete anos por uma taxa de £ 15 milhões.

## Carreira internacional
Nasceu na Inglaterra e é descendente de congoleses. Wan-Bissaka fez uma aparição única na equipe sub-20 da seleção da República Democrática do Congo, numa derrota amigável por 8-0 com os sub-17 da Inglaterra, a 7 de outubro de 2015; e, depois de impressionar pelo Crystal Palace, foi convocado no primeiro semestre de 2019 pela seleção inglesa sub-21, para a edição do campeonato europeu da categoria naquele ano.
Também em 2019, em agosto, chegou a ser convocado à seleção principal da Inglaterra, mas uma lesão acarretou no seu corte. Sem jamais atuar pelo time principal dos Three Lions devido a fatores desde inconstância que teve na carreira ao retornar da lesão à eclosão de alta concorrência no setor, voltou a ser em 2023 sondado pelos Leopards da República Democrática do Congo.

## Títulos
Manchester United
- Copa da Liga Inglesa: 2022–23
- Copa da Inglaterra: 2023–24